# Alloclinus holderi
Alloclinus holderi е вид лъчеперка от семейство Labrisomidae. Видът е незастрашен от изчезване.

## Разпространение
Разпространен е в Мексико и САЩ.

## Описание
На дължина достигат до 10 cm.